# Estação Bellas Artes (Metrô de Caracas)
A Estação Bellas Artes é uma das estações do Metrô de Caracas, situada no município de Libertador, entre a Estação Parque Carabobo e a Estação Colegio de Ingenieros. Administrada pela C. A. Metro de Caracas, faz parte da Linha 1.
Foi inaugurada em 27 de março de 1983. Localiza-se no cruzamento da Avenida México com a Avenida Sur 21. Atende a paróquia de La Candelaria.